# Deuteronomistische geschiedenis
| * | Inclusief het grootste deel van Leviticus                                        |
| † | Inclusief het grootste deel van Deuteronomium                                    |

Diagram van de documentaire hypothese en deuteronomistische geschiedenis

| ‡ | "Deuteronomistische geschiedenis": Jozua, Rechters, 1 & 2 Samuel, 1 & 2 Koningen |

Deuteronomistische geschiedenis (afgekort DH (Engelstalig vakgebied) of DtrG (Duitstalig vakgebied)) is de in de Bijbelwetenschap gebruikelijke aanduiding voor een werk dat wordt gekenmerkt door een op het boek Deuteronomium gebaseerde taal en theologie en omvat (delen van) Deuteronomium en de gehele Bijbelboeken Jozua, Rechters, 1 en 2 Samuel en 1 en 2 Koningen. Het werk beschrijft de geschiedenis van de Israëlieten vanaf de laatste periode van het dolen in de Sinaïwoestijn en de verovering van het Beloofde Land tot en met het einde van de periode van de koningen.
De deuteronomistische geschiedenis was het resultaat van een redactieproces dat eindigde in de 6e eeuw v.Chr. Het doel van deze geschiedenis is de ondergang van het Koninkrijk Israël en later van het Koninkrijk Juda etiologisch te verklaren. In de kern was deze ondergang een straf van God, omdat de Israëlieten zich niet aan het verbond met Hem hadden gehouden.

## Voorlopers
In 1805 toonde W.M.L. de Wette al aan dat in de boeken Deuteronomium tot en met 2 Koningen oude en onafhankelijke bronnen door redacteuren werden gecompileerd tot een 'historisch werk'. In 1861 toonde Abraham Kuenen aan dat sommige teksten van de Koningen-boeken de Babylonische ballingschap veronderstellen, terwijl andere dat niet doen. Hij maakte daarom onderscheid tussen een pre-exilische en een post-exilische redactie. J. Wellhausen (de opsteller van de belangrijkste versie van de documentaire hypothese) was het in 1899 met deze opvatting eens en ging uit van een voortzetting van de Pentateuch-bronnen Jahwist en Elohist vanaf het boek Jozua. De redacteuren werden opgevat als verzamelaars of samenstellers, als geleerden die op hun eigen manier, dat wil zeggen rekening houdend met historisch-theologische ideeën, de bestaande geschiedenisboeken of het uit meerdere bronnen bestaande historisch werk redigeerden. Deze eerste constateringen en pogingen tot verklaring leidden in 1943 tot het werk van Martin Noth, die wel de 'uitvinder' van de deuteronomistische geschiedenis wordt genoemd.

## These van Martin Noth
Volgens Martin Noth is de auteur van het gehele werk van Deuteronomium tot en met 2 Koningen een persoon die niet als verzamelaar maar als schrijver en schriftgeleerde auteur moet worden gekarakteriseerd. Enerzijds heeft de auteur verschillende traditionele tradities verzameld, ze geselecteerd, gerangschikt en min of meer harmonieus geïntegreerd in het kader dat hij zelf creëerde - vooral de Deuteronomische wet (Deuteronomuim 2-11), een verzameling heldenverhalen (Rechters 3-12) en de Saul-David-traditie (1 Samuel 9 - 1 Koningen 2), waarin de Saul-traditie, de opkomst van David en het verhaal van Davids troonopvolging al aan elkaar waren gegroeid. Anderzijds heeft de auteur teksten geherformuleerd en daarbij met name belangrijke personen toespraken in de mond gelegd die een interpretatie van het verhaal bevatten. Afgezien van de opgenomen bronnen en enkele zeer uitgebreide latere toevoegingen - beide te herkennen aan discrepanties - komen alle teksten in Deuteronomium tot en met 2 Koningen uit de pen van deze "deuteronomist". Hij schreef de deuteronomische geschiedenis na de verwoesting van Jeruzalem in 587 v.Chr., om precies te zijn kort na de gratie van koning Jojachin (561 v.Chr.), geschreven in een context van nationale, sociale en economische catastrofe, waarschijnlijk in Mispa.
Theologisch is zijn werk erop gericht de leiders van het volk de schuld te geven van de catastrofe. Aangezien zij, samen met het volk, "niet gehoorzaamden aan de in Deuteronomium geformuleerde wet", vooral omdat zij keer op keer "zijn afgevallen van JHWH" om "andere goden te dienen" – zeer kenmerkende formuleringen – krijgen zij de schuld. JHWH had de mensen gewaarschuwd en gestraft totdat Hij uiteindelijk geen andere keuze had dan ze te vernietigen. De presentatie van de geschiedenis – die volgens Noth historisch verantwoord is – is bedoeld om te laten zien dat het volk zelf schuld heeft aan de verwoesting van Jeruzalem met alle gevolgen van dien: de toorn van God staat aan het einde van de geschiedenis, er is geen hoop voor de toekomst.
Noth onderbouwde zijn these met vier argumenten:
1. De taal is overal deuteronomisch.
2. De interpretatie van het verhaal loopt door het hele werk. In de geïnterpoleerde toespraken van belangrijke figuren - Mozes aan het begin en einde van Deuteronomium (Deuteronomium 1-3 en 31); Jozua aan het begin en aan het einde van de verovering (Jozua 1 en 23); Samuel kort voor zijn dood (1 Samuel 12); Salomo bij de inwijding van de tempel van Salomo (1 Koningen 8) – evenals in de beschouwingen van de auteur (Jozua 12; Rechters 2; 2 Koningen 17) wordt het verhaal geïnterpreteerd.
3. Het werk wordt bijeengehouden door een uniform chronologisch raamwerk (1 Koningen 6:1: 480 jaar tussen de uittocht uit Egypte en het begin van Salomo's tempelbouw).
4. Het theologische concept is grotendeels uniform.

Noths these werd al snel breed geaccepteerd door onderzoekers op internationaal niveau. Het heeft veel bijval gekregen, maar is ook controversieel, bekritiseerd, uitgebreid, verworpen en verbeterd in zijn essentiële elementen. Noths vorm wordt tegenwoordig nauwelijks nog gehanteerd, maar iedere reconstructie van de Hebreeuwse Bijbel moet zich op een of andere manier verhouden tot zijn concept.

## Onderzoek na Martin Noth

### Theologische verklaring
Volgens G. von Rad (1947) biedt de deuteronomistische geschiedenis in tegenstelling tot de these van Noth niet alleen een etiologie van het oordeel. De laatste opmerking in 2 Koningen 25 moet positief worden begrepen: JHWH handelt ook reddend en vergevingsgezind. H.W. Wolff (1961) ziet de theologische boodschap van de deuteronomistische geschiedenis in de oproep tot bekering.

### Literaire gelaagdheid
Het grootste probleem met de stelling van Noth is dat de deuteronomistische geschiedenis aan één enkele auteur wordt toegeschreven. Onderzoek na Noth beschouwt de deuteronomistische geschiedenis grotendeels als inconsistent en heeft verschillende modellen ontwikkeld om de spanningen te verklaren.

#### Het tweetrapsmodel of blokmodel
In 1973 wierp de Amerikaanse Bijbelwetenschapper Frank Moore Cross de vraag op: waarom zou iemand na de Babylonische ballingschap (die het eind van het davidische koningshuis vormt) een geschiedenis schrijven waarin de belofte dat het davidische koningshuis voor altijd zal bestaan een centrale rol speelt? Op basis van de spanning tussen hoop enerzijds en een hopeloos oordeel van de toorn anderzijds adopteerde Cross twee deuteronomistische werken. Het eerste (Dtr 1) dateert uit de tijd van de koningen, aangezien de belofte van een eeuwige dynastie in 2 Samuel 7:16 na het einde van het koningschap in 587 v.Chr. niet meer denkbaar was. De auteur, een enkele schrijver, heeft een propagandistisch historisch werk gemaakt dat culmineert in 2 Koningen 23, het verslag van de hervorming onder Josia, bedoeld om hem te verheerlijken. Na het einde van de koninklijke periode werd dit werk herzien en uitgebreid door een groep auteurs (Dtr 2). Met het oog op de verwoesting van Jeruzalem moest het verhaal opnieuw worden geïnterpreteerd. De theorie van Cross dat er twee edities van de deuteronomistische geschiedenis waren, wordt wel de double redaction ("dubbele redactie") genoemd.

#### Het lagenmodel (School van Göttingen)
De oplossing van het probleem van de talrijke discrepanties in Deuternonomium - 2 Koningen wordt gevonden in de studie van R. Smend jr. en na hem, met enkele verschillen, het werk van T. Veijola en E. Würthwein. De discrepanties worden toegeschreven aan meerdere redactionele bewerkingen. Smend onderscheidt in principe drie lagen:
1. De basis van het historische werk werd in ballingschap gelegd door een deuteronomistische historicus (DtrH), die ook de hoofdauteur van het hele werk is.
2. Een eerste bewerkingslaag, die het werk van de deuteronomistische historicus aanzienlijk uitbreidt, bevat voornamelijk profetische teksten. Smend beschrijft de auteur daarom als een profetische deuteronomist (DtrP).
3. Het hoofdonderwerp van de derde laag is de wet. Verschillende nomistische deuteronomisten (DtrN) breidden het tot dusver gecreëerde werk uit en gaven de daarin vertegenwoordigde deuteronomistische theologie haar definitieve profiel.

In recentere werken, die het lagenmodel verder ontwikkelen, neemt het aantal lagen en daarmee het aantal afkortingen toe en wordt het soms wat onoverzichtelijk. De modellen hebben hoe dan ook geleid tot de consensus dat een pre-exilische deuteronomist en exilische en post-exilische redacteuren een rol hebben gehad - zij het met grote verschillen in de details.

## Kritiek
Niet alle Bijbelwetenschappers zijn overtuigd van het bestaan van een deuteronomistische geschiedenis. Er mag dan een zekere theologische samenhang en overeenkomst in thematiek in de boeken van de deuteronomistische geschiedenis te vinden zijn, maar dat neemt niet weg dat er ook een aantal duidelijke verschillen is. Aanhangers van de theorie menen dat deze verschillen het resultaat zijn van de diversiteit van het bronnenmateriaal dat door de historische deuteronomist gebruikt werd.
Sommige onderzoekers zijn van mening dat de deuteronomistische boeken geen zelfstandig werk vormden, maar dat ze onderdeel waren van een nog groter geheel. Zo wordt er wel gesproken over de enneateuch (ook wel primary history genoemd) die uit de negen boeken van Genesis tot en met 2 Koningen zou bestaan en die de geschiedenis vanaf de schepping tot de ballingschap vertelt en waarin het Beloofde Land een centrale rol speelt.